# Gera (släkt)
Gera är en medeltida utdöd svensk frälsesläkt, tidigast belagd i Östergötland i slutet av 1300-talet då  Knut Nilsson (Gera) var häradshövding i Skärkinds härad. Knut kallade sig dock inte Gera. Namnet har upptagits efter släktens vapenbild, en spets nerifrån, vilken under 1500-talet tolkades som en kil (fsv: gere). Släkten blev 1561 friherrlig. Släktnamnet är tidigast känt från Wittenbergs universitets matrikel 1539 men användes inte bevisligen av någon i släkten i Sverige förrän 1562. Ätten dog ut på svärdssidan 1588 och på spinnsidan omkring 1612, innan Sveriges Riddarhus grundades 1625, varför den aldrig introducerades där som adelsätt.
Vapen: En röd eller blå sköld med spets av guld eller silver nedifrån. Bred vid basen, på hjälmen en kvast av påfågelsfjädrar 
Kända medlemmar av släkten är:
1. Knut Nilsson (Gera), gift med Birgitta Magnusdotter, dotter till Magnus Johansson (Öjar Niklissons ätt) och Elin Lydersdotter.
  1. Karl Knutsson, riksråd, son till Knut Nilsson.
    1. Holger Karlsson, lagman i Närke och Östergötland.
      1. Jöran Holgersson, friherre.
      2. Karl Holgersson, lagman i Östergötland.
        1. Beata Karlsdotter Gera, avled något av åren 1611–1613 och med henne utdog släkten Gera.